# 肖恩·弗林
肖恩·莱斯利·弗林（英語：Sean Leslie Flynn，1941年5月31日—？），美国演员、自由摄影记者。他是澳大利亚裔美国籍演员艾罗尔·弗林与第一任妻子莉莉·达米塔生下的唯一一个儿子。
肖恩小时候父母离婚，他由母亲莉莉抚养长大。15岁时第一次在父亲的电视节目The Errol Flynn Theatre中登场。1961年，20岁的他开始成为电影明星，并崭露头角。1960年代中期自影坛退隐，成为一名自由摄影记者。
1966年1月，肖恩来到南越。作为一名自由摄影记者，他向时代杂志供稿。为了拍摄与众不同的图像，他经常同特种部队和非正规部队一起参加对偏远地区的行动。
1970年4月6日，他和达纳·斯通骑着摩托车进入红色高棉控制区。他们被红色高棉游击队俘虏，此后再也没有人知道二人确切的消息，据推测二人可能被红色高棉处决了。
1984年，他的母亲莉莉·达米塔宣告他已经死亡。